# Phú Thành A
Phú Thành A là một xã thuộc huyện Tam Nông, tỉnh Đồng Tháp, Việt Nam.
Xã Phú Thành A có diện tích 21,40 km², dân số năm 1999 là 12.538 người, mật độ dân số đạt 586 người/km².